# Campionati europei di beach volley 2013
I Campionati europei di beach volley 2013 si sono svolti dal 30 luglio al 4 agosto 2013 a Klagenfurt am Wörthersee in Austria.

## Podi
| Evento                      | Oro                                        | Argento                                     | Bronzo                                  |
| Torneo maschile (dettagli)  | Spagna Pablo Herrera Allepuz Adrián Gavira | Lettonia Jānis Šmēdiņš Aleksandrs Samoilovs | Polonia Grzegorz Fijałek Mariusz Prudel |
| Torneo femminile (dettagli) | Austria Doris Schwaiger Stefanie Schwaiger | Spagna Liliana Fernández Elsa Baquerizo     | Germania Laura Ludwig Kira Walkenhorst  |

## Medagliere
| Posizione | Nazione  | Oro | Argento | Bronzo | Totale |
| --------- | -------- | --- | ------- | ------ | ------ |
| 1         | Spagna   | 1   | 1       | 0      | 2      |
| 2         | Austria  | 1   | 0       | 0      | 1      |
| 3         | Lettonia | 0   | 1       | 0      | 1      |
| 4         | Germania | 0   | 0       | 1      | 1      |
| 4         | Polonia  | 0   | 0       | 1      | 1      |
| Totale    | Totale   | 2   | 2       | 2      | 6      |